# Lissonota electra
Lissonota electra är en stekelart som beskrevs av Henry Lorenz Viereck 1903. Lissonota electra ingår i släktet Lissonota och familjen brokparasitsteklar. Inga underarter finns listade i Catalogue of Life.